# Euphoria areata
Euphoria areata är en skalbaggsart som beskrevs av Fabricius 1775. Euphoria areata ingår i släktet Euphoria och familjen Cetoniidae. Inga underarter finns listade i Catalogue of Life.